# Gwendolyn MacEwen
Gwendolyn Margaret MacEwen, née le 1er septembre 1941 à Toronto et morte le 29 novembre 1987 dans cette même ville, est une poétesse et une romancière canadienne.

## Biographie
Gwendolyn MacEwen naît le 1er septembre 1941 à Toronto, au Canada. Elle est la fille d’Alick James MacEwen et de Elsie Mitchell MacEwen.
Gwendolyn MacEwen voit son premier poème publié dans The Canadian Forum à l'âge de 17 ans. Peu après avoir quitté le lycée sans terminer ses études, elle auto-publie ses deux premières œuvres, Selah et The Drunken Clock, toutes deux en 1961. Ces recueils initiaux posent les bases de ses thèmes récurrents et de ses images emblématiques. La figure centrale est une muse qu'elle fera évoluer tout au long de sa carrière, d’un homme ailé à un oiseau en feu, puis à un « tu » universel. Cette muse — tour à tour voix, personnage ou présence diffuse — donnait naissance au langage et incarnait une force d’ordre dans ses poèmes. MacEwen n’a jamais craint la différence — au contraire, elle la recherche activement et nourrit une immense fascination pour les mythologies et les cultures d'autres sociétés. À son retour de son premier voyage au Moyen-Orient en 1962, elle prend un nouveau tournant dans sa carrière. Elle achève son premier roman, Julian the Magician, en 1963, où elle exprime sa profonde fascination pour le lien entre les anciennes pratiques de l’alchimie et de la magie.
Autodidacte, elle apprend l’arabe moderne ainsi que les hiéroglyphes égyptiens, des langues qui commencèrent à nourrir et à façonner ses thèmes et ses métaphores. Son deuxième roman, King of Egypt, King of Dreams (1971), est une relecture fictionnelle de la vie du pharaon Akhenaton, monothéiste de l’Égypte antique.
À partir des années 1960, MacEwen écrit des drames poétiques pour la CBC. Parallèlement, elle travaille sur un nouveau recueil de poésie, The Armies of the Moon (1972).
En 1979, la St. Lawrence Theatre Company lui commande une réinterprétation de Les Troyennes d’Euripide. Dans sa version, MacEwen donne aux femmes troyennes une voix nouvelle, les présentant comme découvrant leur propre force et leur instinct guerrier. La pièce est créée à Toronto. Saluée par la critique, et continue d’être jouée depuis.
À l’âge de 37 ans, MacEwen a déjà publié six recueils de poésie salués par la critique, deux romans, un recueil de nouvelles, un mémoire intitulé Mermaids and Ikons, et une pièce de théâtre en production. Invitée à lire ses œuvres à travers le Canada, elle poursuit une carrière d’écriture prolifique, incluant des histoires pour enfants et des récits courts.
Elle meurt le 29 novembre 1987 des suites de complications de santé liées à l’alcoolisme. Bien que sa vie créative ait été florissante, elle a constamment lutté contre des démons intérieurs et une dépendance aux substances, utilisées comme automédication. Pourtant, ses facultés intellectuelles ont demeurées brillantes.

## Postérité
« Elle tend la main, presque de façon éclectique et sans préjugés, vers des univers oubliés, des mondes vivants de science, de littérature et de paysages intérieurs », écrit Eisig Silberschlag dans une critique de son recueil The Rising Fire. Rosemary Sullivan retrace la brève existence de MacEwen dans Shadow Maker: The Life of Gwendolyn MacEwen (1995). Margaret Atwood s'inspire de la personnalité et du processus créatif de MacEwen pour créer le personnage de Serena dans sa nouvelle Isis in Darkness.

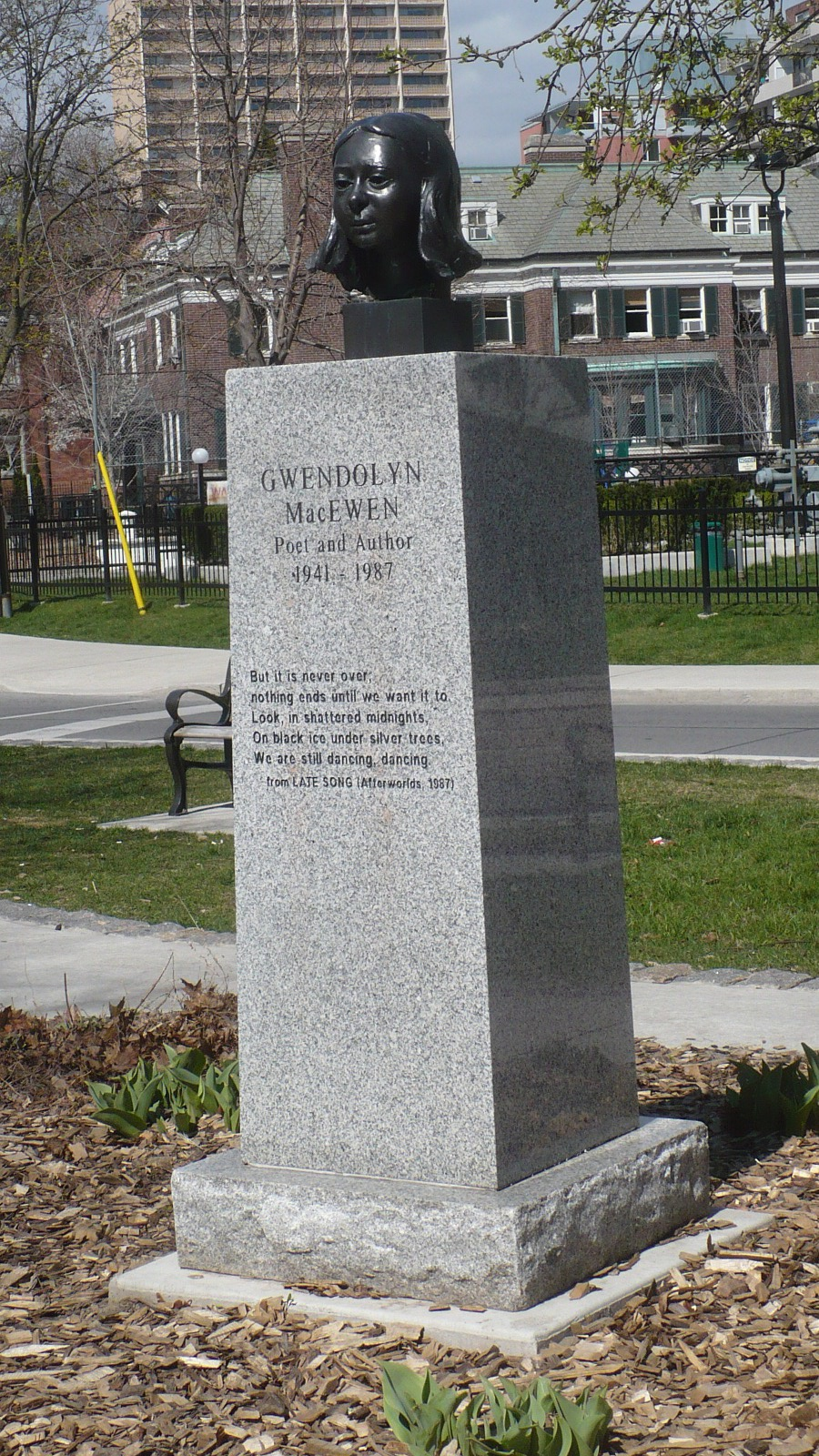
La sculpture en hommage à Gwendolyn MacEwen, située dans le parc à son nom, à Toronto, au Canada.

Aujourd’hui, les visiteurs de Toronto peuvent lui rendre hommage au parc Gwendolyn MacEwen, où se dresse un buste commémoratif.

## Distinctions et reconnaissance
En 1977, Gwendolyn MacEwen reçoit le Prix du Jubilé d’argent de la Reine pour sa contribution aux arts. Elle est écrivaine en résidence dans plusieurs universités canadiennes, notamment à l’Université Western Ontario (1985) et à deux reprises à l’Université de Toronto (1986 et 1987). MacEwen remporte à deux reprises le Prix littéraire du Gouverneur général pour la poésie : d’abord en 1969 pour The Shadow-Maker, puis à titre posthume en 1987 pour Afterworlds.
En 1993, Margaret Atwood et Barrie Callaghan dirigent la publication de deux anthologies majeures de son œuvre poétique : The Poetry of Gwendolyn MacEwen: The Early Years (Volume One) et The Later Years (Volume Two). Deux ans plus tard, la biographie de Rosemary Sullivan, Shadow Maker: The Life of Gwendolyn MacEwen (1995), remporte le Prix du Gouverneur général pour la non-fiction.
Le Parc Gwendolyn MacEwen, situé près de l’Université de Toronto, est nommé en son honneur, avec un buste commémoratif rendant hommage à sa vie et à son œuvre.